# St. Martin (Berus)

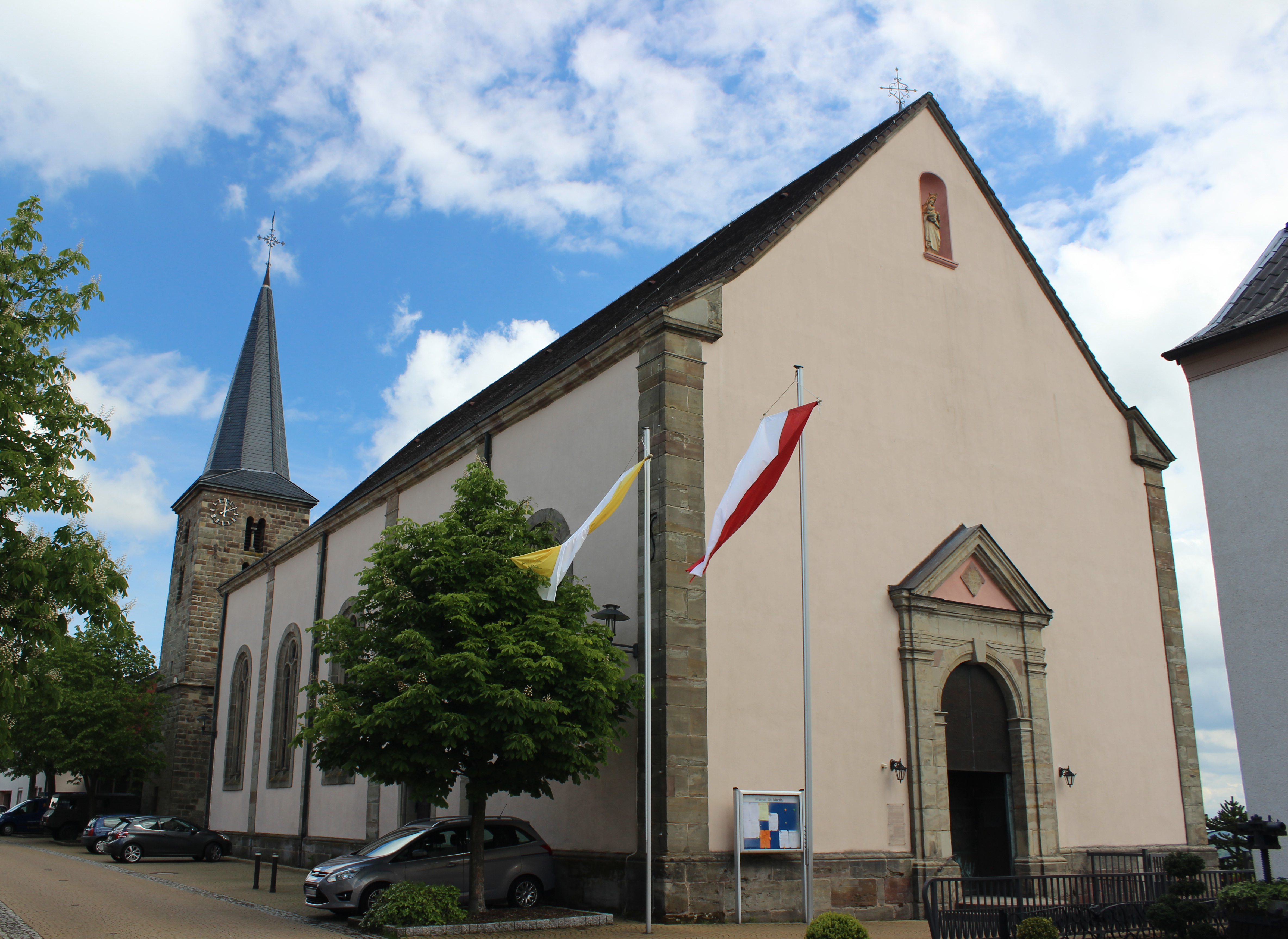
Die katholische Kirche St. Martin in Berus

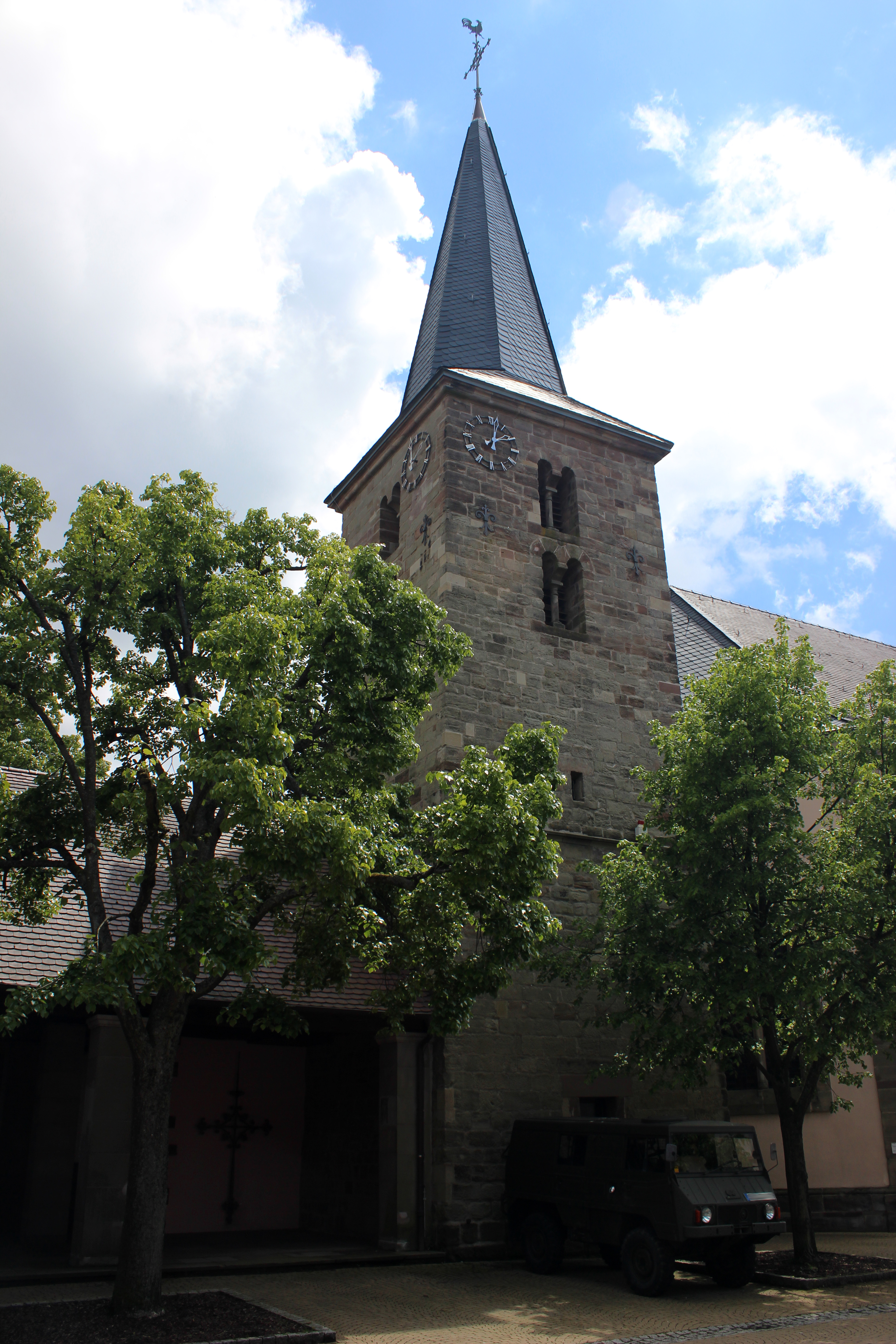
Kirchturm

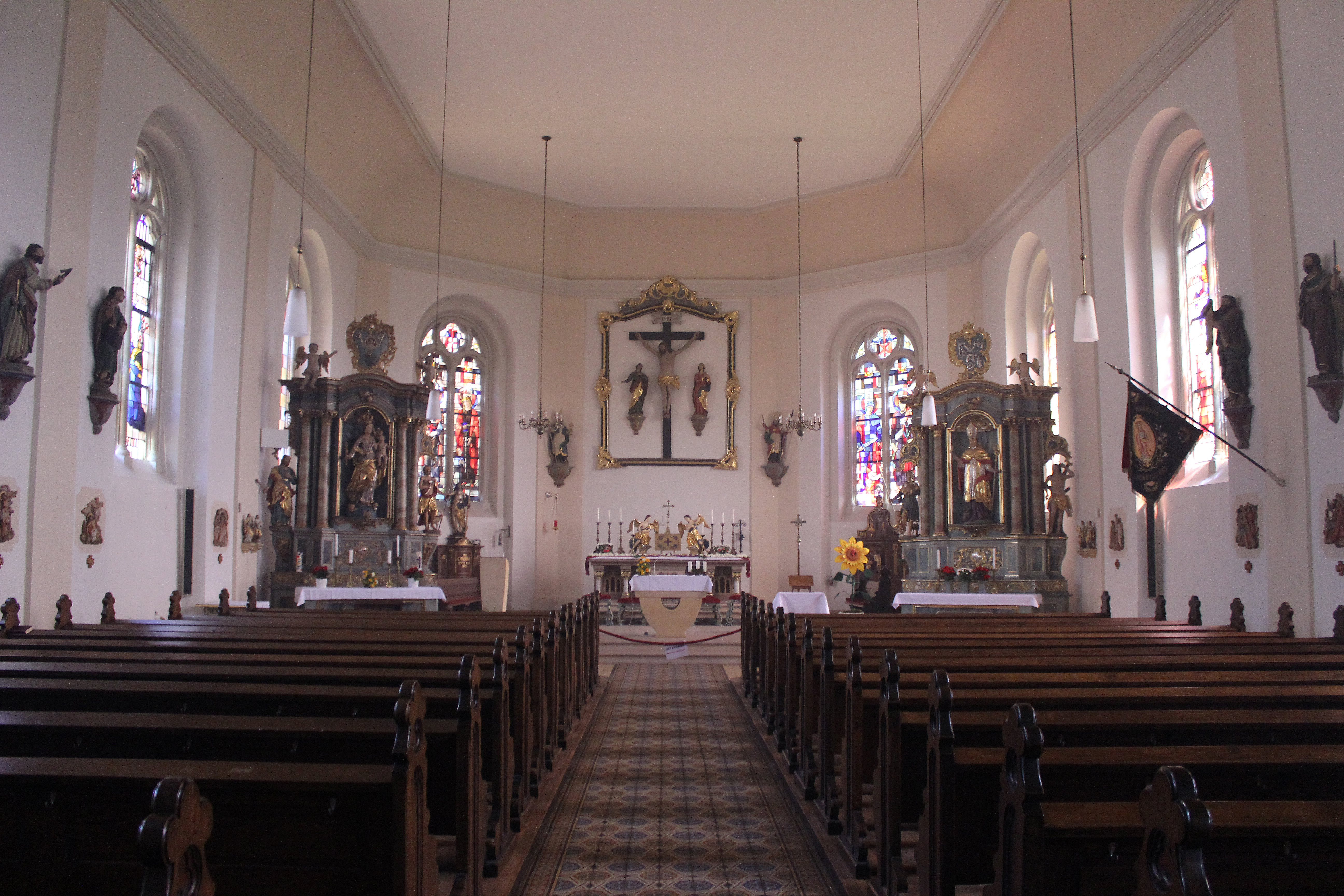
Blick ins Innere der Kirche

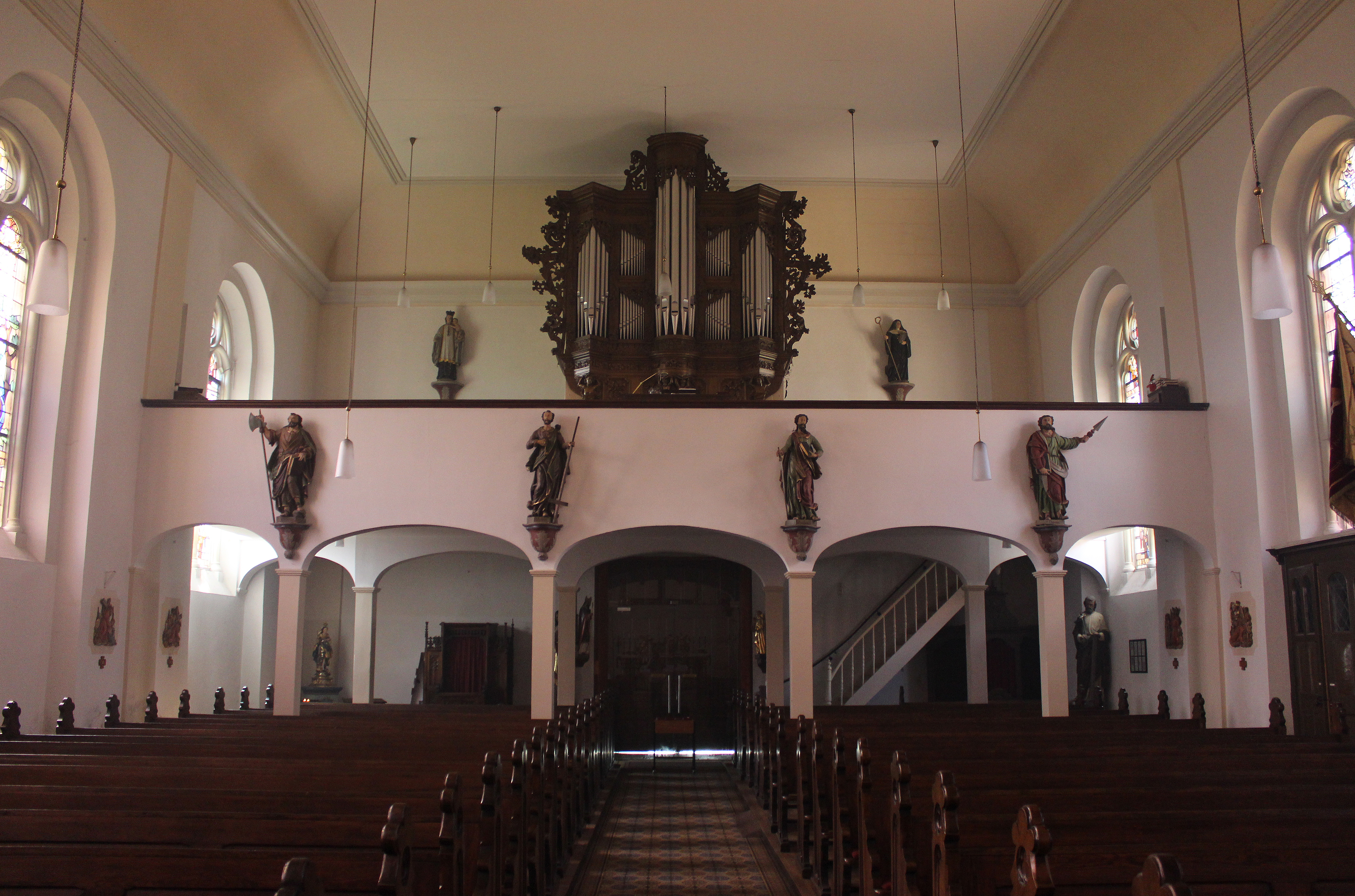
Blick zur Orgelempore

Die Kirche St. Martin ist eine römisch-katholische Kirche in Berus, einem Ortsteil der saarländischen Gemeinde Überherrn, Landkreis Saarlouis. Kirchenpatron ist der heilige Martin. In der Denkmalliste des Saarlandes ist die Kirche als Einzeldenkmal aufgeführt.

## Geschichte
Die Geschichte der Pfarrei Berus geht auf den heute abgegangenen Ort Eschweiler zurück, dessen Entstehung ins 6. bis 8. Jahrhundert datiert wird. Eschweiler lag dort, wo sich heute die Oranna-Kapelle befindet.
Im Jahr 1046 erfolgte die erste Erwähnung von Eschweiler. 1220 wurden Kirche und Pfarrei erstmals urkundlich erwähnt. Zusammen mit Ittersdorf und Leidingen gehörte die Eschweiler Pfarrei St. Martinus zum Archipresbyterat Waibelskirchen (Varize) im Bistum Metz. Die Prämonstratenser der Abtei Wadgassen gelangten im gleichen Jahr durch Schenkung an das Patronatsrecht und 1223 wurde der Abtei durch den Bischof von Metz auch die Seelsorge der Pfarrei übertragen. Der Ort Eschweiler war zu diesem Zeitpunkt bereits eine Wüstung geworden. Lediglich die Kirche existierte noch.
Die ersten Nennungen von Berus erfolgten in den Jahren 1235, 1246 und 1248 als Berins, Beyrrens und Belrain (lat. Bellus Ramus). Aus dem Jahr 1364 datierte die Nennung von Berus als Burg und Stadt des Herzogs von Lothringen. Der Mittelpunkt der Pfarrei Eschweiler verlagerte sich zunehmend in das befestigte Berus. 1401 wurde dem Pfarrer und den Mönchen aus Wadgassen durch den Landesherren der Umzug in ein Pfarrhaus in Berus verordnet.
Von 1610 bis 1612 erfolgte der Abriss des Schiffes der spätmittelalterlichen Stadtkirche, durch die Bürgerschaft von Berus. Es kam zu einem Neubau des Schiffes und zur Errichtung des heutigen Turms in Quadermauerwerk.
Im Jahr 1743 umfasste die Pfarrei die Orte Berus, Altforweiler, Bisten, Überherrn, Felsberg, Neuforweiler, Neuhof, Stadelerhof, Linslerhof und Taffingsmühle.
Am 28. April 1749 wurde die Grundsteinlegung zum Bau des Langhauses der heutigen Pfarrkirche vorgenommen, das nach den Plänen des Baumeisters Johann Heinrich Eckhardt (Wadgassen) errichtet wurde. Die Einweihung erfolgte am 21. September 1750.
1758 wurde in der Kirche die Orgel aus dem Kloster Wadgassen aufgestellt. Die Turmuhr wurde am 26. Juni 1765 in Gang gesetzt. In den 1790er Jahren bekam die Kirche ein neues Gestühl, einen neuen Holzfußboden für die Bänke und Mettlacher Fliesen für den Bodenbelag. Mit Ausnahme des Marienaltars in der Sakristei stammt die barocke Ausstattung von der Bildhauerfamilie Guldner. Den Marienaltar sowie den Elgiusaltar schufen 1766?die Brüder Adam, Christian und Görg, Söhne des Christopher Guldner und der Maria Küchler.
Die Pfarrei Berus schied 1821 aus dem Bistum Metz aus und wurde dem Bistum Trier zugeordnet. 1826 wurde die Kirche vom Trierer Bischof Joseph von Hommer neu konsekriert und trägt seitdem das Patrozinium des heiligen Martin.
1888 erfuhr der Kirchturm eine Erhöhung.
Mit Wirkung zum 1. September 2007 wurden die Pfarreien und Kirchengemeinden St. Matthias (Altforweiler), St. Martin (Berus) und St. Nikolaus (Felsberg) zu einer Pfarrei und Kirchengemeinde mit dem Namen St. Oranna Überherrn zusammengeschlossen. Pfarrkirche der neu errichteten Pfarrei wurde St. Matthias in Altforweiler.

## Ausstattung
Die ursprüngliche barocke Ausstattung der Kirche stammt vorwiegend von der Bildhauerfamilie Guldner (Berus).
Der barocke Hochaltar wurde 1905 durch einen neugotischen Altar der Werkstatt Meyer (Koblenz) verdrängt. Das Altarbild, das Sebastian Oehlenschläger zugeschrieben wird, sowie die beiden Adoranten, die den modernen Tabernakel flankieren, blieben erhalten. Der Tabernakel in Emaille-Stegarbeit mit Edelsteineinlagen, das einen um das Kreuz sich ordnenden Schöpfungskranz aus Himmel, Erde, Luft und Meer darstellt, wurde 1962 von Anneliese Bietzker gefertigt.
Das Altarbild auf der Rückwand des Chores zeigt in einem wandfüllenden Barockrahmen Maria und Johannes unter Christus am Kreuz. Als Repräsentanten der Prämonstratenser stehen links und rechts der Kreuzigungsgruppe die Figuren der heiligen Norbert und Augustinus.
Im Altarraum steht auch ein altarartiger Gegenstand mit Oranna-Figur, in dessen Unterbau sich bis 1969 ein hölzerner Reliquienschrein mit den Gebeinen der heiligen Oranna befand. Die Reliquien wurden 1969 an ihren angestammten Platz, der Oranna-Kapelle, rückgeführt. Der Schrein befindet sich seit 1998 auf einer Konsole auf der gegenüberliegenden Seite. Ferner befinden sich im Altarraum ein drehbares Taufbecken von Adam und Georg Guldner vom Ende des 18. Jahrhunderts, ein Epitaph des in Berus am 25. April 1550 verstorbenen Ritters Johann von Haracourt und eine Gedenktafel des im frühen 18. Jahrhundert amtierenden Bürgermeisters von Berus Sebastian Braun.
Zwischen Altarraum und Kirchenschiff bilden zwei freistehende Seitenaltäre eine optische Trennung. Geschaffen wurden sie 1766 von den Guldner Brüdern.
An den Seitenwänden des Kirchenschiffes und der Emporenbrüstung befinden sich Figuren der Apostel.

## Orgel

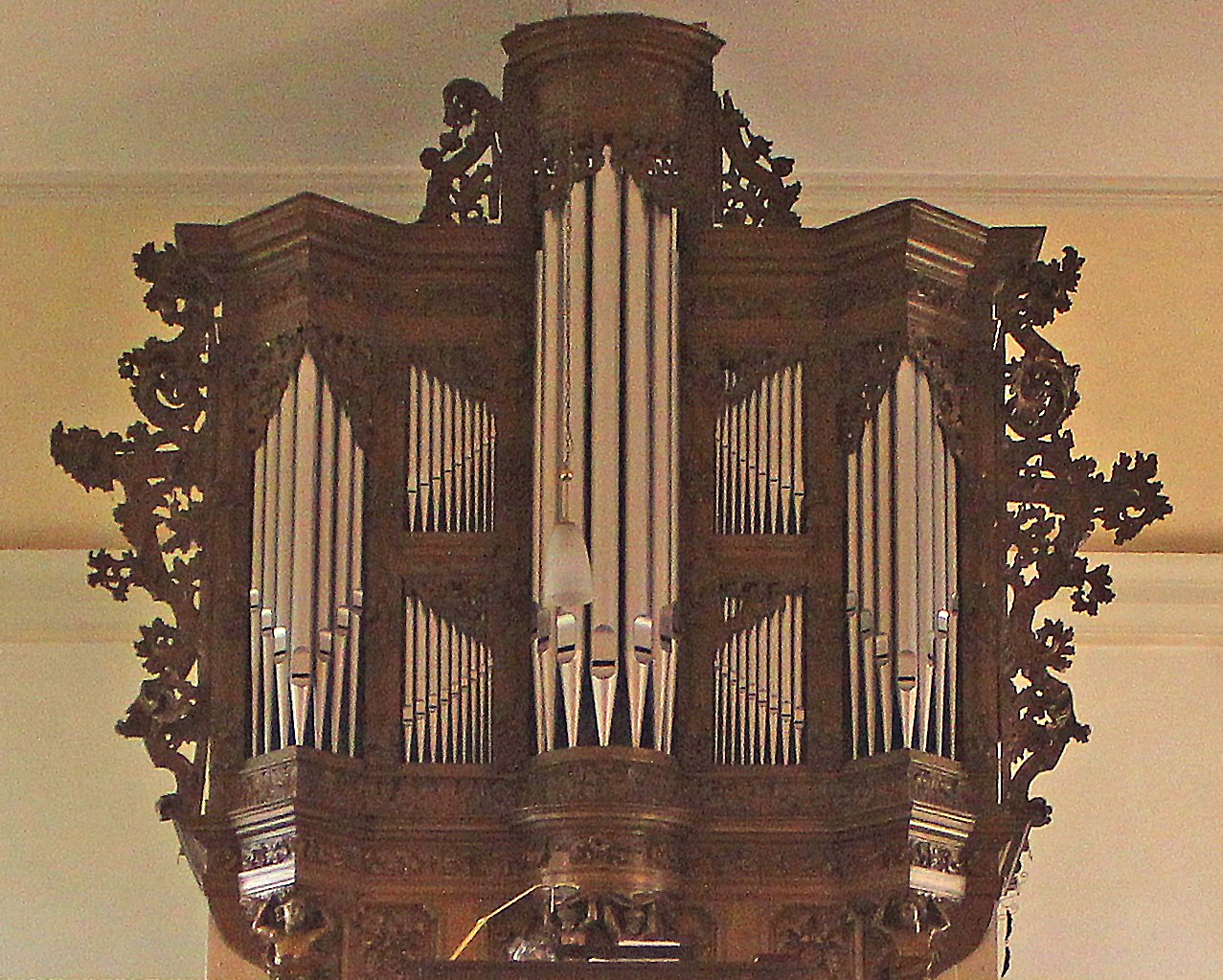
Dalstein-Haerpfer-Orgel von 1890 mit Orgelprospekt von 1758

Die Orgel der Kirche befindet sich in einem geschnitzten Eichengehäuse, das den im Ort ansässigen Gebrüdern Guldner zugeschrieben wird. Es entstand als das Instrument 1758 vom Orgelbauer Franz Adam Huberti aus der aufgegebenen Klosterkirche Wadgassen in die neuerbaute Beruser Pfarrkirche übertragen wurde. 1843 wurde die Orgel von Joseph Claus aus Lieser repariert und verfügte 1866 über 16 Register auf zwei Manualen und angehängtem Pedal.
Die Firma Dalstein-Hærpfer (Boulay/Lothringen) erneuerte 1890 die Orgel. 1940/42 führte die Firma Stahlhuth (Aachen) einen Umbau durch. Gegenwärtig verfügt das Kegelladen-Instrument über 18 Register, verteilt auf zwei Manuale und Pedal. Die Spiel- und Registertraktur ist pneumatisch. Die Disposition lautet wie folgt:
| I Hauptwerk C–g3 |           |       |
| 1.               | Bordun    | 16′   |
| 2.               | Principal | 8′    |
| 3.               | Gamba     | 8′    |
| 4.               | Gedackt   | 8′    |
| 5.               | Octav     | 4′    |
| 6.               | Flöte     | 4′    |
| 7.               | Quinte    | 2 ⁄3′ |
| 8.               | Octav     | 2′    |
| 9.               | Mixtur    | 2 ⁄3′ |
| 10.              | Trompete  | 8′    |

| II Manual C–g3 |                 |    |
| 11.            | Geigenprincipal | 8′ |
| 12.            | Fernflöte       | 8′ |
| 13.            | Salicional      | 8′ |
| 14.            | Flöte           | 4′ |
| 15.            | Nachthorn       | 2′ |
| 16.            | Oboe            | 8′ |
|                | Tremolo         |    |

| Pedal C–f1 |           |     |
| 17.        | Subbass   | 16′ |
| 18.        | Octavbass | 8′  |

- Koppeln:
  - Normalkoppeln: II/I, I/P, II/P
  - Suboktavkoppeln: II/I
  - Superoktavkoppeln: II/I, II/II